# Acrocercops combreticola
Acrocercops combreticola är en fjärilsart som beskrevs av Lajos Vári 1961. Acrocercops combreticola ingår i släktet Acrocercops och familjen styltmalar. Inga underarter finns listade i Catalogue of Life.